# Misty Mundae: Erotic Raider
Pour les articles homonymes, voir Tomb Raider (homonymie).
Pour plus de détails, voir Fiche technique et Distribution.
Misty Mundae: Erotic Raider est un vidéofilm américain réalisé par Brian Paulin et sorti en 2002. 
Le film est une version érotique des aventures de Tomb Raider. 
La vidéo est également sortie sous le nom de Mummy Raider.

## Synopsis
La démoniaque, mais très sexy, docteure Humboldt (Ruby Larocca), tente de ressusciter la momie d'un pharaon nommé Thotep, dans l'espoir de relancer un quatrième Reich encore plus puissant que la période nazie. 
Les seuls capables de ramener la momie à la vie sont le professeur Cleve (Bruce Hallenbeck) et sa fille Kristen (Darian Caine). Pour ce faire Humbolt tentera de séduire Kristen. 
Misty (Misty Mundae), la momie Raider, viendra en aide à Kristen pour combattre les hommes de main d'Humboldt.

## Fiche technique
- Titre : Misty Mundae: Erotic Raider / Mummy Raider
- Réalisateur : Brian Paulin
- Scénario : Bruce G. Hallenbeck
- Monteur :
- producteur : Michael Raso, Terry M. West
- Société de production : Morbid Film Production, Seduction Cinema
- Langue : Anglais
- Format : Couleurs
- Pays de production :  États-Unis
- Genre : Aventure, fantastique, érotique
- Lieu de tournage : Seekonk, Massachusetts, États-Unis
- Durée : 1 h 15
- Dates de sortie :
  - États-Unis : 8 janvier 2002
  - Royaume-Uni : 8 avril 2002

## Distribution
- Misty Mundae : Misty
- Ruby Larocca : docteure Humboldt
- Darian Caine : Kristen Cleve
- Bruce Hallenbeck : professeur Cleve
- Rich George : The Mummy
- Michael O'Reilly
- Jimmy Gunn
- Brian Paulin
- Victor Franko